# Рождество Богородично (Поморие)
„Рождество на Пресвета Богородица“ е православна църква в центъра на Поморие.
Построена е през 1890 година от тревненския майстор Генчо Кънев.
Схемата на църквата е подобна на тази на Варненската катедрала.
В храма има много икони, които са изработени в Русия. Там съществуват и подиконни пана. В тях са разработени битови сцени от ежедневието на жителите на града. През 1959 година храмът е преустроен изцяло, като иконостасът е подменен с резбован.
На 8 септември поморийци празнуват Рождество на Пресвета Богородица.